# 重原村
重原村（しげはらむら）は、かつて愛知県碧海郡にあった村である。現在の刈谷市の一部（重原本町・下重原町など）に該当する。

## 歴史
- 1891年（明治24年）8月14日 - 下重原村が分立。下重原は重原村、半城土・高須は半高村となった。
- 1906年（明治39年）5月1日 - 刈谷町、小山村、逢妻村、元刈谷村と合併し、刈谷町が発足。同日重原村は廃止。

## 名所・旧跡
- 八幡社（一色八幡社）
- 浄福寺
- 重原陣屋跡
- 尾嶋健治氏頌徳碑

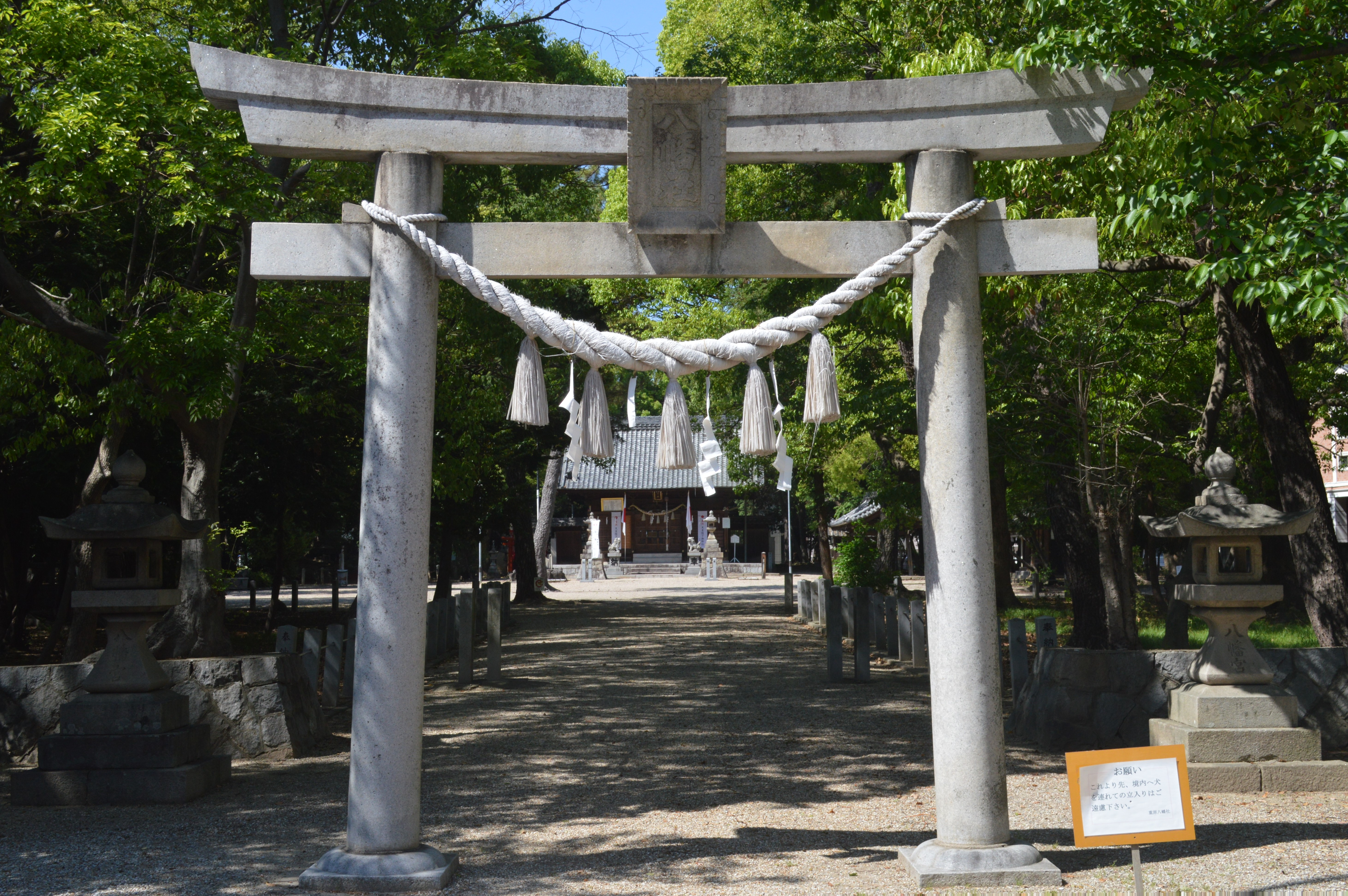
八幡社
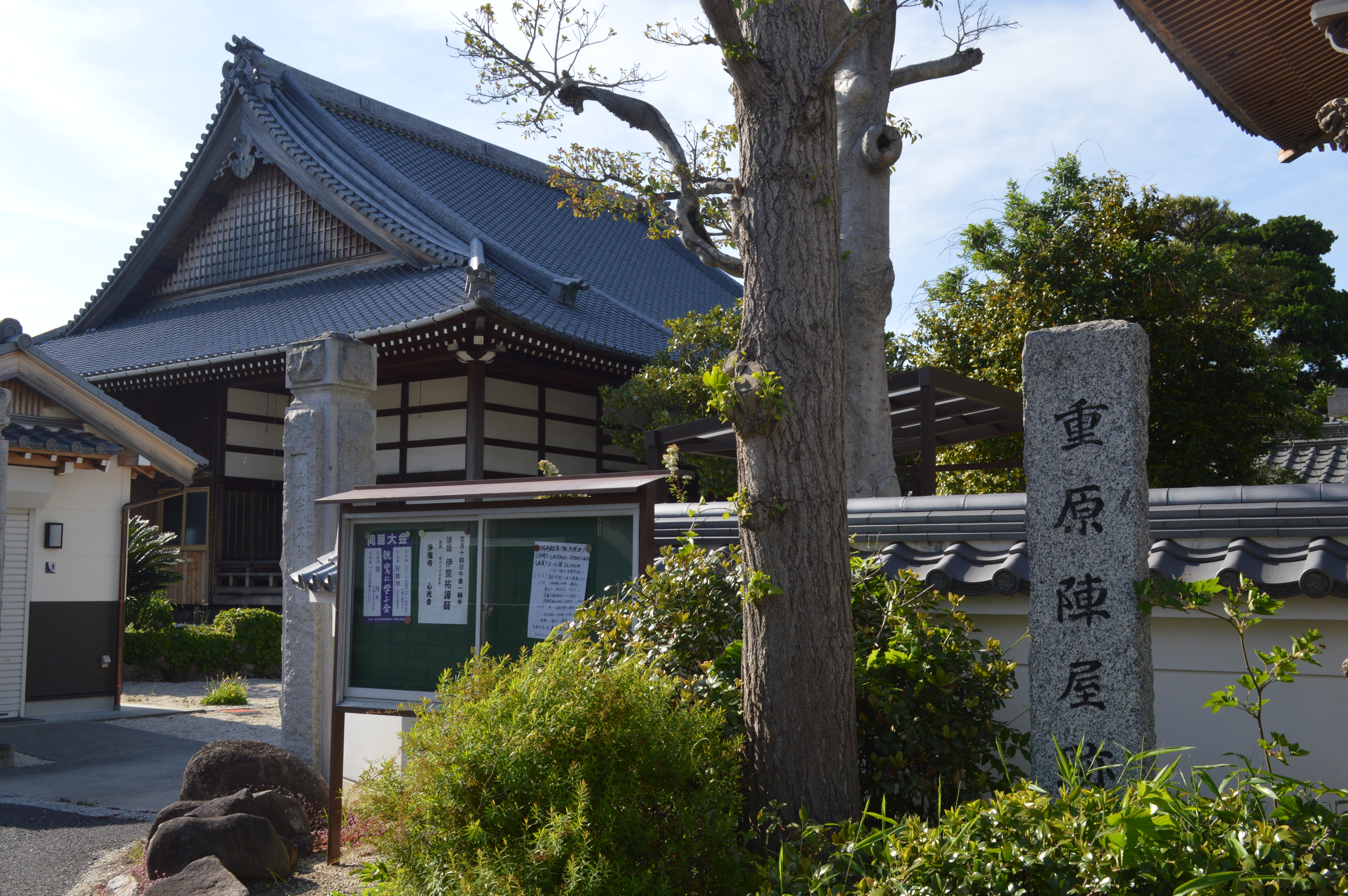
浄福寺と重原陣屋跡